# Iain Jensen
Iain Jensen, född 23 maj 1988 i Belmont i New South Wales, är en australiensisk seglare. I världsmästerskapet i 49er har han tillsammans med Nathan Outteridge vunnit tre guldmedaljer år 2009, 2011 och 2012, samt silvermedaljer år 2010 och 2015. Jensen och Nathan Outteridge vann även guld i 49er-klassen i olympiska sommarspelen 2012 i London och silver vid olympiska sommarspelen 2016 i Rio de Janeiro.